# آرسنیک

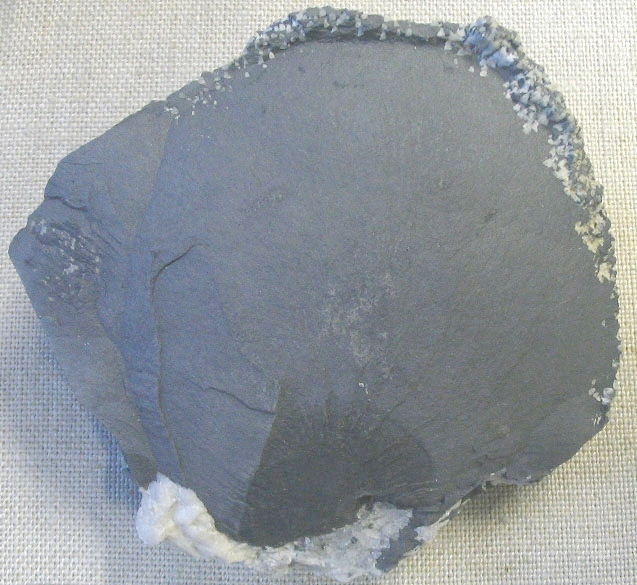
سنگی حاوی مقدار زیادی آرسنیک

مهمترین کشورهای تولیدکننده آرسنیک در سال ۲۰۰۶

آرسِنیک یا ارسنیک (به انگلیسی: Arsenic) که در فارسی به اکسید آن مرگ موش و سولفید آن زرنیخ گفته می‌شود، عنصر شیمیایی است که در جدول تناوبی با علامت As مشخص است و دارای عدد اتمی ۳۳ است. آرسنیک شبه فلز سمی معروفی است که به سه شکل زرد، سیاه و خاکستری یافت می‌شود. آرسنیک و ترکیبات آن به‌عنوان آفت کش بکار می‌روند:
علف‌کش، حشره‌کش و آلیاژهای مختلف.آرسنیک جامد کووالانسی محسوب می شود. 

## تاریخچه
آرسنیک (واژه یونانی arsenikon به معنی اریپمنت زرد) در دوران بسیار کهن شناخته شده‌است. از این عنصر به کرات برای قتل استفاده شدهِ علائم مسمومیت با این عنصر تا قبل از آزمایش مارش تا حدی نا مشخص بود. آلبرتوس مگنوس را اولین کسی می‌دانند که در سال ۱۲۵۰ این عنصر را جدا کرد. یوهان شرودر در سال ۱۶۴۹ دو روش برای تهیه آرسنیک منتشر کرد.
همچنین از زرنیخ برای ساخت مواد بهداشتی همچون داروی نظافت بدن (موبر)(واجبی) استفاده می‌شود
واجبی از آهک و زرنیخ تشکیل یافته‌است. گفتنی است که پایه اصلی کرم‌ها و اسپری‌های موبر از همین دو ماده می‌باشد.

## ویژگی‌ها

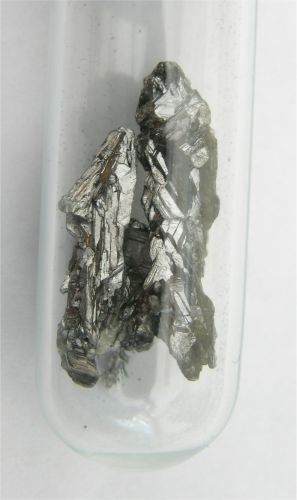
آرسِنیک یا ارسنیک

آرسنیک از نظر شیمیایی شبیه فسفر است تا حدی که در واکنش‌های بیو شیمیایی می‌تواند جایگزین آن شود از این رو سمی است. وقتی به آن حرارت داده شود به صورت اکسید آرسنیک در می‌آید (اکسیده می‌شود) اکسید آرسنیک به رنگ سفید و بسیار چگال است؛ و فوق‌العاده سمّی است. از AsO3 به خاطر مهلک بودن به کرّات برای جنایت و قتل استفاده شده‌است و قبلاً از آن در سموم جونده کش‌ها (مرگ موش) استفاده می‌شد ولی به خاطر سمّیت بالای آن برای انسان‌ها و دیگر پستانداران و خطرات زیست‌محیطی استفاده آن کاملاً ممنوع شده‌است. بوی اکسید آرسنیک مانند بوی پرتقال یا سیر است. آرسنیک و ترکیبات آن همچنین می‌توانند بر اثر حرارت به گاز تبدیل شوند. این عنصر به دو صورت جامد وجود دارد: زرد و خاکستری فلز مانند با جاذبه‌هایی به ترتیب ۹۷/۱ و ۷۳/۵.

## تولید
این عنصر از حرارت دادن کانی‌های حاوی آرسنیک و تبلور مجدد بخارات حاصل از تصعید آن به صورت خالص تولید می‌شود. همچنین این عنصر معمولاً به صورت صنعتی به عنوان فراورده جانبی واحدهای تولید فلزات به دست می‌آید.

## کاربرد

### سم و آفت‌کش
در سده بیستم آرسنِت سرب به‌عنوان آفت کش برای درختان میوه به خوبی مورد استفاده قرار گرفت (استفاده از آن در افرادی که به این کار اشتغال داشتند ایجاد آسیب‌های عصب‌شناسی کرد) و آرسنیت مس در سده نوزدهم به‌عنوان عامل رنگ‌کننده در شیرینی‌ها بکار رفت.

### الکترونیک
آرسنید گالیم یک‌نیمه رسانای مهمی است که در ریزتراشه ها بکار می‌رود. مدارها یی که از این ترکیب ساخته شده‌اند نسبت به نوع سیلیکونی بسیار سریعتر هستند (البته گرانتر هم هستند) آرسنید گالیم برخلاف سیلیکون آن band gap مستقیم است پس می‌تواند در دیود نور گسیل یا همان LED ها،برای تبدیل مستقیم الکتریسیته به نور بکار رود.

### پزشکی
علی‌رغم سمی بودن و عوارض جانبی این ماده برای بدن انسان، از مقدار اندک آن و ترکیبات آن در درمان بیماری‌ها استفاده می‌شود. تری‌اکسید آرسنیک در خون‌شناسی برای درمان بیماران سرطان خون حاد که در برابر ATRA درمانی مقاومت نشان می‌دهند بکار می‌رود. همچنین بیماری آمیزشی سیفلیس نخستین بار با استفاده از این عنصر درمان شد.

### دیگر موارد
همچنین در برنز پوش کردن و ساخت مواد آتش بازی و ترقه مورد استفاده قرار می‌گیرد.

## پیدایش
آرسوپیزیت (سنگ آرسنیک) میس پیکل Mispickel هم نامیده می‌شود. (سولفور) که بر اثر حرارتِ بیشترین مقدار آرسنیک از سولفید آهن آن جدا می‌شود. مهم‌ترین ترکیبات آرسنیک عبارت است از: آرسنیک سفید، سولفید آنِ گرد حشره کشِ آرسنیت کلسیم و آرسنیت سرب.
آرسنیت سرب به‌عنوان سموم و حشره‌کش‌ها در کشاورزی استفاده می‌شود. این عنصر گهگاه به صورت خالص یافت می‌شود ولی معمولاً به صورت ترکیب با نقره، کبالت، نیکل، آهن - آنتیموان یا سولفور وجود دارد.

## هشدارها
آرسنیک و تمامی ترکیبات آن بسیار سمّی هستند. سمّی‌ترین ترکیب آرسنیک گاز آرسین (AsH3)است که ترکیب آرسنیک با گاز هیدروژن می‌باشد. تنفس این گاز به میزان 0/01ppm در مدّت کمتر از ۵ثانیه انسان را می‌کشد این گاز به میزان ۱۰۰٫۰۰۰مرتبه از گاز سیانید هیدروژن (سیانور) سمی تر و مهلک تر است. دلیل اصلی سمی بودن زیاد آرسنیک شباهت شیمیایی آن به فسفر است پس میل دارد در ملکول‌های زیستی نظیر ATP(آدنوزین تری فسفات) یا غشای فسفولیپیدی سلول‌ها و اجزای داخلی سلول و همچنین بیشتر آنزیم‌های حیاتی جانشین فسفر شود و پیوندهای کوالانس قوی تر از فسفر برقرار کند به همین دلیل آرسنیک سه ظرفیتی بسیار سمی تر از پنج ظرفیتی است آرسنیک با مختل کردن وسیع سیستم گوارشی و ایجاد شوک منجر به مرگ می‌شود وسایر عوارض بلند مدت این سم سرطان پوست و صدمات جدی به روده و کبد می‌باشد. متأسفانه برخی شهرها به دلیل مجاورت با مراکز صنعتی آلاینده ،مسمومیت بالای به آرسنیک دارند؛ مثلاً شهر رفسنجان به دلیل مجاورت به مجتمع مس سرچشمه، یکی از آلوده‌ترین آب‌ها را از نظر سطح آرسنیک دار است. (ده برابر میزان مجاز) استفاده از دستگاه تصفیه آب به مقدار قابل قبول آرسنیک را تصفیه می‌نماید و در صورت اجبار به مصرف آب آلوده، مصرف شیر و سیر و اسفناج و پرتقال و کلم بروکلی برای سم زدایی توصیه شده‌است.

البته جالب است بدانید نوعی سرخس به نام Pteris Vittata  مقادیر بسیار بالایی از آرسنیک را در خود ذخیره می کند!!